# سفارة الصين في فرنسا
سفارة الصين في فرنسا هي أرفع تمثيل دبلوماسي لدولة الصين لدى فرنسا. تقع السفارة في الدائرة السابعة في باريس وهي تهدف لتعزيز المصالح الصينية في فرنسا.

## وصلات خارجية
- الموقع الرسمي
- قائمة سفارات الصين
- قائمة السفارات في فرنسا